# Nakano Hiroshi
Hiroshi Nakano (sinh ngày 23 tháng 10 năm 1983) là một cầu thủ bóng đá người Nhật Bản.

## Sự nghiệp câu lạc bộ
Hiroshi Nakano đã từng chơi cho Albirex Niigata, Yokohama FC và Tochigi SC.